# 锉石蛏
锉石蛏（学名：Lithophaga lima），是贻贝目壳菜蛤科石蜊属的一种。主要分布于南海北部，常栖息在潮间带的珊瑚礁中，在中国南海自然生长的数量不多。